# Ryosuke Kojima
Ryosuke Kojima (født 30. januar 1997) er en japansk fodboldspiller.
Han var en del af den japanske trup til Copa América 2019.